# Gothic (альбом)
Gothic — другий студійний альбом британського геві-метал гурту Paradise Lost, випущений 19 березня 1991 року лейблом Peaceville Records . Альбом (який на момент виходу здебільшого описували як дез-дум) ретроспективно вважається таким, що визначає стиль і дав назву жанру готик-металу.
Альбом був перевиданий та ремастеризований двічі. Перевидання 2003 року містить дві ремікси пісень з альбому «Lost Paradise» (1990), що доводить загальну тривалість до 49 хвилин 30 секунд. Реміксовані/живі версії пісень «Eternal», «Gothic» та «The Painless» з'являються на перевиданні Lost Paradise у форматі диджипаку 2003 року. У 2008 році альбом Gothic був перевиданий з бонусним DVD з рідкісним виступом гурту. Альбом був повністю виконаний на фестивалі Roadburn 2016 року та випущений гуртом на Bandcamp.

## Обкладинка та інші ілюстрації
Обкладинку альбому надав вокаліст Нік Голмс, і це фотографія крупним планом нагрудної кишені барабанщика Метта Арчера, на якій видно частину руки гітариста Ґреґора Макінтоша. Фотографія крупним планом була зроблена з перевернутої догори дном фотографії гурту. Гурт вважав, що фрагмент між Макінтошем та Арчером «виглядає дуже дивно», тому вирішив використати його, попередньо обрізавши з оригіналу та збільшивши масштаб. 

## Сприйняття та спадщина
AllMusic дав фільму «Gitjic» тризіркову змішану оцінку.  У червні 2005 року альбом Gothic був введений до Зали слави журналу Decibel, ставши п'ятим альбомом, представленим там загалом. 
Кріс Чантлер з Metal Hammer написав у 2020 році: «Зі своїм другим альбомом галіфакський квінтет розпочав свою надзвичайну подорож від неохайних сценічних музикантів-тейп-трейдерів до рок-богов, що охоплюють планету. Готичний гурт, що сам по собі є, підняв планку, представивши арт-готичні впливи 80-х у замкнутому андеграунді, відточивши написання пісень, розширивши горизонти та створивши абсолютно самобутнє звучання, яке вони невдовзі залишили позаду». 

## Список композицій
Автор музики і слів Нік Голмс та Ґреґор Макінтош.. 
| #     | Назва             | Тривалість |
| ----- | ----------------- | ---------- |
| 1.    | «Gothic»          | 4:51       |
| 2.    | «Dead Emotion»    | 4:38       |
| 3.    | «Shattered»       | 4:01       |
| 4.    | «Rapture»         | 5:09       |
| 5.    | «Eternal»         | 3:55       |
| 6.    | «Falling Forever» | 3:35       |
| 7.    | «Angel Tears»     | 2:40       |
| 8.    | «Silent»          | 4:42       |
| 9.    | «The Painless»    | 4:02       |
| 10.   | «Desolate»        | 1:51       |
| 39:24 |                   |            |

## Особосклад
- Нік Голмс — вокал
- Метью Арчер — ударні
- Стівен Едмондсон – бас-гітара
- Аарон Еді — гітари
- Ґреґор Макінтош – гітари

### Запрошені музиканти
- The Raptured Symphony Orchestra – оркестрові секції
- Сара Мерріон — вокал

### Виробництво
- Кіт Епплтон – інженерія
- Річард Моран – обкладинка, фотографія